# Paul Schmiedlin
Paul Schmiedlin (Basilea, 2 giugno 1897 – Berna, 2 luglio 1981) è stato un calciatore svizzero, di ruolo centrocampista.

## Carriera
Con la Nazionale svizzera vinse la medaglia d'argento ai Giochi olimpici del 1924.